# Замок Бернек (Тіроль)
Замок Бернек розташований біля громади Каунс округу Ландек землі Тіроль у Австрії. На протилежній стороні долини на скелі височить замок Лаудеґґ.

## Історія
Замок розташовано на південь від міста на 130 м скелі (1076 м. над р. м.). Перша згадка походить з 1225 року. На Бласіусі фон Бернеку (нім. Blasius von Berneck) 1396 вигас рід перших власників. Замок перейшов до доньки його брата Маргариті, одруженій з Сигізмундом фон Анненберґ (нім. Sigmund von Anneberg), до якого 1415 він перейшов і який 1435 його продав Гансу Вільгельму фон Мюлінен з Швейцарії. Замок був сильно пошкоджений 1417/18 під час повстання проти герцога Фрідріх IV і фон Мюлен його майже заново відбудував і розширив. Його вважали найбільшим і найгарнішим у окрузі. Збереглись пізньоготичні фрески у замковій каплиці св. Варфоломія. Надалі він доволі час то перепродувався до ХХ ст. Родина Пах пристосувала його під літню резиденцію за 1500 гульденів (1775), але з 1819 він знову занепадає. Останній власник архітектор Еккегард Гьорманн (нім. Ekkehard Hörmann) (1976) відновив занепалий замок до 1983 р., відреставрувавши каплицю на кошти фонду Мессершмідт (нім. Messerschmitt Stiftung)(1987).